# Friesenland (Schiff, 1937)
Die Friesenland war ein für die Lufthansa gebautes Katapultschiff, das in deren transatlantischem Luftpostverkehr vor dem Zweiten Weltkrieg als schwimmende Basis für Flugboote diente. Das Schiff wurde beim Beginn des Zweiten Weltkriegs von der Luftwaffe requiriert und als Schleuderschiff für Flugboote und Wasserflugzeuge benutzt. Nach dem Krieg diente es noch bis 1969 als Frachtschiff unter verschiedenen Flaggen.

## Bau und Technische Daten
Die Friesenland war das vierte Katapultschiff der Deutschen Lufthansa nach den beiden umgebauten Frachtschiffen Westfalen und Schwabenland und dem Neubau Ostmark.
Während bei der Ostmark die Minimierung der Kosten eines im Hafen eingesetzten Katapultschiffs im Vordergrund stand und nur noch hilfsweise eine Assistenz für die eingesetzten Flugboote auf See in Betracht gezogen wurde, sollte das neue Schiff auf dem Nordatlantik eingesetzt werden und die Entwicklung eines Dienstes dort unterstützen. Es sollte daher Platz für zwei Maschinen vorhanden sein und ggf. sollten auch Reparaturen an Bord durchgeführt werden. Dazu sollte das Schiff bei jeder Wetterlage in See einsetzbar sein und auch über eine überdurchschnittliche Geschwindigkeit verfügen.
Der Entwurf sah schließlich ein Schiff vor, das vom Bug bis zum Brückenaufbau und Schornstein einem normalen Frachtschiff glich, woran sich dann aber ein großes seitlich offenes Dach und ein sehr langes, ebenes Achterschiff anschloss. Der vordere Mast hatte einige Ladebäume, der hintere Mast an der Dachkonstruktion war ein Signal- und Antennenmast. Das Dach diente der Abdeckung des Werkstattbereichs, dessen Boden ein Deck tiefer lag. Der Bereich konnte mit Planen auch noch umfassender gegen die Witterung abgeschlossen werden. Auf dem langen Achterdeck befand sich nach Steuerbord versetzt der Kran der Hamburger Kranfirma Kampnagel von 20 Tonnen Hebekraft, der ein Deck tiefer installiert war und beigeklappt werden konnte. Vor dem Kran befand sich an der Steuerbordseite die Abstellbahn mit einer bis zur Werkstatthalle reichenden Schiene. Auf der Backbordseite befand der 18-Tonnen Heinkel-Katapult Typ K10 für den Schleuderstart der Flugzeuge über das Spiegelheck des Schiffes. Katapult und Abstellbahn waren durch eine Querschiene verbunden, auf die die Maschinen mittels einer Drehscheibe umgelenkt werden konnten. Zwischen den beiden Drehscheiben außen gab es noch eine dritte Drehscheibe mittschiffs, mit der die Flugzeuge auf eine in die Werkstatt führende Schiene umgesetzt werden konnten, die leicht abwärts verlief. So konnte Teile der Maschinen unter das schützende Dach verbracht werden. Später wurde auf die Steuerbord-Drehscheibe verzichtet und die verbliebene Zurollbahn für Beiboote genutzt.
Die zehn Tanks für den Treibstoff der Maschinen (insgesamt 25.000 Liter) befanden sich neben der Katapultanlage direkt unter dem Flugdeck.
Die Friesenland lief am 23. März 1937 bei den Howaldtswerken in Kiel vom Stapel und wurde am 13. Mai 1937 ausgeliefert. Sie war mit 5.434 BRT vermessen, 140,5 Meter lang und 16,56 m breit, und hatte 9,00 m Tiefgang. Die Maschinenanlage bestand aus zwei 9-Zylinder MAN Zweitakt-Dieselmotoren mit zusammen 5.800 PS und gaben ihr eine Höchstgeschwindigkeit von 16,5 Knoten. Die Besatzung bestand aus 49 Mann und bis zu 34 Mann fliegendem Personal. Den Offizieren standen Einzelkabinen, dem Rest Doppelkabinen zur Verfügung.

## Lufthansa-Luftpostdienst

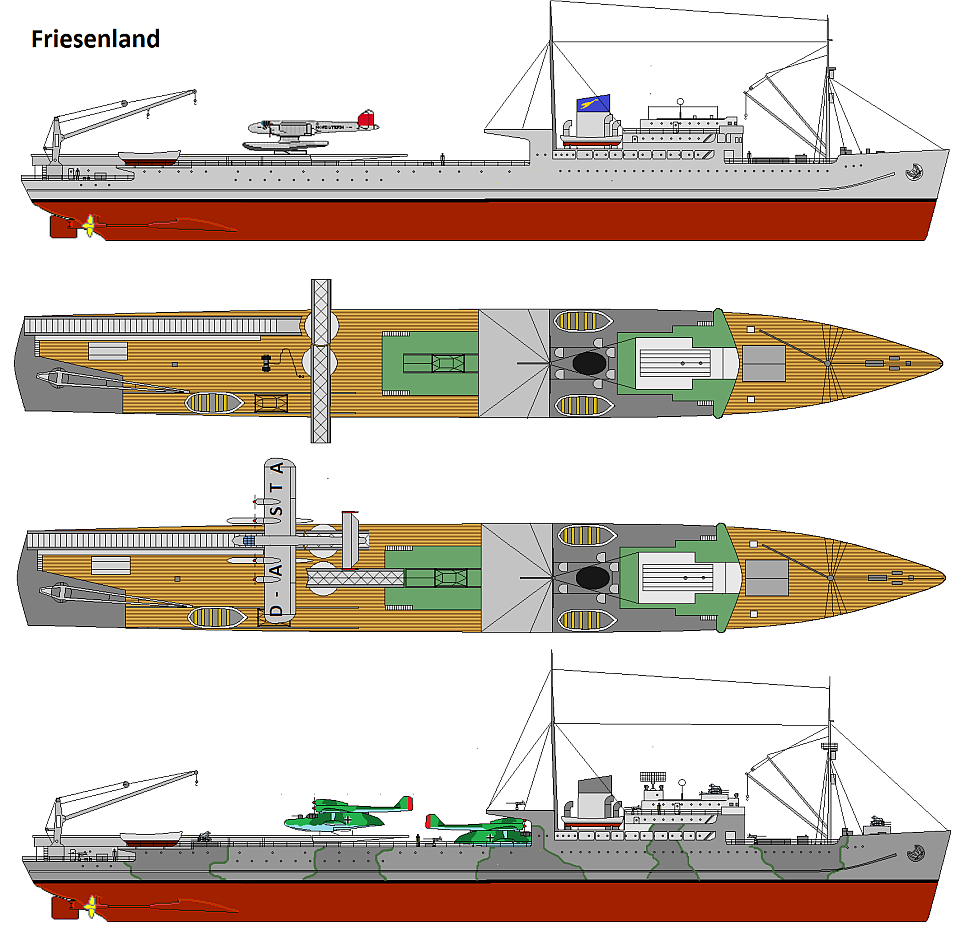
Schematische Darstellung der Fluganlagen

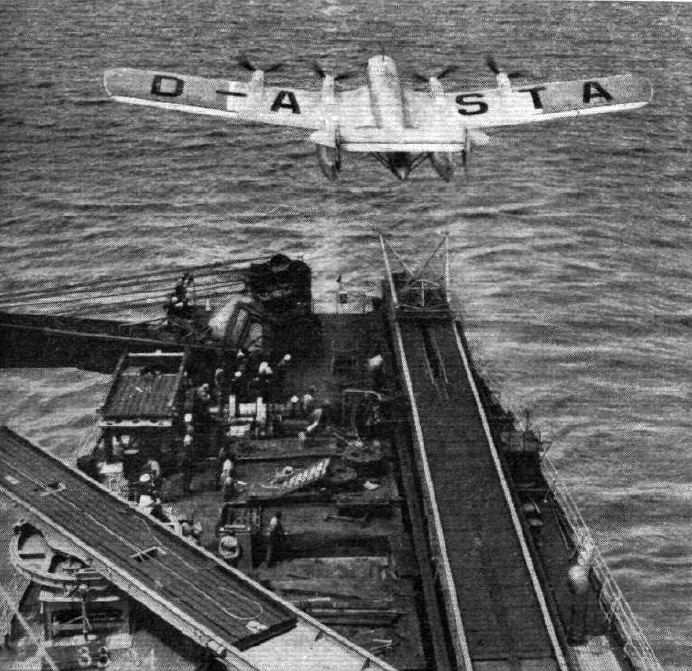
Der Kran ist zum Start einer Ha 139 beigeklappt und die Steurbord-Drehscheibe ist hier noch vorhanden

Mitte Juni 1937 begann die Friesenland ihre Erprobung in der Ostsee vor Swinemünde. Die Einrichtungen des Schiffes wurden mit dem Dornier Wal D-AKER „Taifun“ getestet. Anschließend lief das Schiff über Bremen zu den Azoren aus, um an dem deutschen Transatlantik-Flugprogramm des Jahres teilzunehmen.

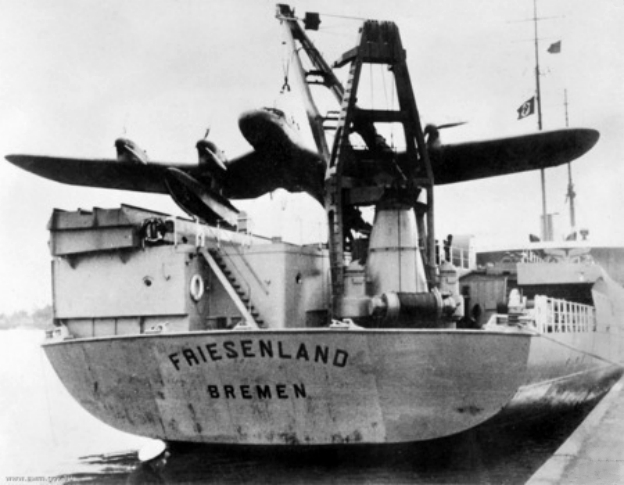
Die Friesenland mit Seeflugzeug Ha 139

Vom 15. August bis zum 18. November 1937 diente die Friesenland als schwimmende Basis für die beiden neuen Schwimmerflugzeugen Blohm & Voss Ha 139 V1 D-AJEY „Nordwind“ und V2 D-AMIE „Nordmeer“, die im Sommer 1937 an die Lufthansa ausgeliefert worden waren und nun zwischen Horta (Azoren) und New York die ersten Testflüge auf der geplanten Nordatlantik-Luftpost-Route durchführten. Die Friesenland wurde dazu im Long-Island-Sund vor New York positioniert und die Schwabenland bei den Azoren. Bei den 14 in dieser Zeit vorgenommenen Versuchsflügen (sieben in jeder Richtung) betrug die kürzeste Flugzeit von Horta nach New York 14 Stunden und 35 Minuten, die längste 19 Stunden und 5 Minuten.

Nach dem Katapultstart der D-AMIE „Nordmeer“ am 18. November in New York zum Rückflug nach Horta lief die Friesenland in die Heimat zurück, um auf der Howaldtswerft in Hamburg einige Reparaturen und Umbauten durchführen zu lassen.
Da die Amerikaner nicht bereit waren, einen deutschen Luftpostdienst in die USA zu genehmigen, kam die Friesenland anschließend erstmal auf der seit 1933 bestehenden Südatlantik-Postlinie zum Einsatz. Ab Ende Februar 1938 ersetzte sie die Schwabenland bei Fernando de Noronha, wo sie am 25. Februar zuerst den Dornier Wal D-AGAT „Boreas“ nach Afrika katapultierte. Woche für Woche starteten in der Folgezeit die Post-Wale von der Friesenland nach Afrika. Als ab Mai modernere Maschinen zur Verfügung standen, verlegte das Schiff nach Recife und sparte dadurch eine erste Etappe über See mit Wasserstart und Wasserlandung ein. Als erste Maschine kam die Dornier Do 18 D-AANE „Zyklon“ so von der Friesenland am 13. Mai zum Einsatz, deren Transatlantikflug zwar eine Stunde länger dauerte, aber auch fast 500 km mehr überwand. Danach wurde auch die Blohm & Voss Ha 139 D-AJEY „Nordwind“ eingesetzt, die noch mal zwei Stunden weniger für die 3139 km lange Strecke brauchte. Am 24. Juni 1938 erfolgte der vorerst letzte Start einer regulären Postmaschine von der Friesenland durch die Dornier Do 18 D-AROZ „Pampero“ wieder bei Fernando de Noronha, wohin das Schiff auch verlegt hatte, wenn ein alter Wal als Transatlantik-Maschine zum Einsatz kam. Das Schiff ging dann wieder in die Heimat zurück, um bei einer erneuten Testreihe auf dem Nordatlantik zum Einsatz zu kommen. Sie hatte in den vier Monaten vor der brasilianischen Küste 19 Linienflüge unterstützt.
Bei der zweiten Serie von 26 Testflügen vom 21. Juli bis zum 20. Oktober 1938 wurde die Flugzeit auf 13 Stunden und 40 Minuten reduziert, und am 18. Oktober schaffte die weiter modifizierte Ha 139B D-ASTA „Nordstern“ die Strecke sogar in 11 Stunden und 53 Minuten. Da jedoch am 10. August 1938 die Focke-Wulf Fw 200 V1 „Condor“ (D-ACON) der Lufthansa die Strecke Berlin-New York nonstop in 24 Stunden und 56 Minuten und den Rückflug sogar in nur 19 Stunden und 55 Minuten geschafft hatte, war abzusehen, dass die Epoche der Wasserflugzeuge und Flugboote im Langstreckenflugverkehr ihrem Ende zuging.
Allerdings wurde der reguläre Postdienst der Lufthansa weiterhin mit Wasserflugzeugen abgewickelt und die Friesenland kam wieder vor der brasilianischen Küste zum Einsatz. Am 23. Dezember 1938 startete als erste Maschine wieder die Ha 139 „Nordwind“ vom Katapult des Schiffes nach Afrika. Die viermotorigen Ha 139-Schwimmerflugzeuge waren jetzt das Haupteinsatzmuster, da sie mangels Einverständnisses der Amerikaner nicht auf ihre Konstruktionsstrecke über den Nordatlantik eingesetzt werden konnten. Am 22. Februar 1939 katapultierte die Friesenland auch erstmals ein Flugboot Dornier Do 26, als die D-AWDS „Seefalke“ von einem Sonderflug mit Medikamenten für Erdbebenopfer nach Europa zurückflog. Auch die Dornier Do 18 „Zyklon“ kam noch zweimal im Liniendienst zum Einsatz und auch die ersten Linieneinsätze einer Dornier Do 26 durch die D-AGNT „Seeadler“ wurden über die Friesenland abgewickelt. Der letzte Einsatz über die Friesenland wurde dann am 30. Juni 1939 erneut von der Ha 139 „Nordwind“ durchgeführt und das Schiff dann nach Abwicklung von 30 Flügen in die Heimat zur Überholung entlassen.

Bei Kriegsbeginn befand es sich wieder einsatzbereit in Bremerhaven.

## Luftwaffendienst im Zweiten Weltkrieg
Zu Beginn des Zweiten Weltkriegs wurde die Friesenland von der Luftwaffe übernommen, mit vier 20-mm-Fla-Geschützen versehen und am 5. September 1939 als Schleuderschiff für Fernaufklärer in Dienst gestellt. Das Schiff verdrängte nunmehr 11.500 Tonnen.
Zunächst diente die Friesenland beim Seefliegerhorst Hörnum auf Sylt, dann ab April 1940 beim Seefliegerhorst Travemünde, wo sie Nachschubflugzeuge (drei Dornier Do 26, zwei Prototypen Dornier Do 24, Vorserienmaschinen Blohm & Voss BV 138) zum Flug nach Norwegen katapultierte. Im September 1940 verlegte sie mit zwei Flugbooten Dornier Do 26 nach Trondheim in Norwegen, für das Unternehmen Herbstreise, das als ein Täuschungsunternehmen für die Invasion Englands dienen sollte. Von Trondheim aus wurden Aufklärungsflüge über der Dänemarkstraße für den im Zusammenhang mit dem Unternehmen Herbstreise geplanten Ausbruch des Schweren Kreuzers Admiral Hipper in den Nordatlantik geflogen. Der Kreuzer fiel aber wegen Maschinenschadens vor Norwegen am 27. September 1940 für das Unternehmen aus.
Am 11. Oktober 1940 ging das Schiff nach Brest an der französischen Atlantikküste. Dort hatte die am 24. September 1940 durch das britische U-Boot Tuna versenkte Ostmark die zur Konvoi-Suche für die deutschen U-Boote eingesetzten Fernaufklärer des Typs Dornier Do 26 katapultieren sollen, und die Friesenland übernahm nun diese Aufgabe. Der erste Versuch, am 23. November, scheiterte spektakulär: einer der Flugzeugmotoren versagte, die Maschine stürzte ins Meer, und ihre gesamte Besatzung kam ums Leben. Danach wurde die Friesenland mit den beiden verbliebenen Do 26 in die Gironde-Mündung in Südwestfrankreich beordert, wo die Start- und Landebedingungen für Flugboote wesentlich besser waren. Es kam aber zu keinen weiteren Aufklärungsflügen für die U-Boote; beide Do 26 wurden im März 1941 zurück nach Deutschland geflogen.
Die Friesenland ging im September 1941 erneut nach Norwegen. Bei der Fahrt erhielt sie in der Nähe von Vlissingen an der Scheldemündung bei einem britischen Fliegerangriff einen Bombentreffer im Achterschiff. Nach Reparatur in Bremerhaven ging sie zunächst nach Trondheim, dann im November 1941 nach Tromsø, im Februar 1943 wieder nach Trondheim, und im Juli 1943 in den Billefjord am Nordkap. Dort wurde sie am 19. September 1944 von sowjetischen Torpedobombern vom Typ Douglas A-20 angegriffen und schwer beschädigt. Der Bug war abgeknickt, es gab zwei Tote an Bord, und das Schiff musste auf Strand gesetzt werden. Im Oktober wurde die Friesenland freigeschleppt und in der Bogenbucht nordwestlich von Narvik im Ofotfjord notdürftig repariert. Danach diente sie als Werkstattschiff in Narvik. Im März 1945 wurde sie in gleicher Funktion nach Trondheim verlegt, wo sie bei Kriegsende britische Kriegsbeute wurde.

## Nach 1945
Die Royal Navy nahm offiziell im April 1946 Besitz, gab das Schiff aber am 19. März 1947 an die Royal Air Force ab, die es als Wasserflugzeug-Depot nutzte. Im Zuge der Nachkriegsabrüstung wurde das Schiff am 7. August 1947 bei Burnt Island im Firth of Clyde (Schottland) aufgelegt. Im Februar 1949 wurde es verkauft und nach Umbau auf der Deutschen Werft in Hamburg ab März 1950 als Kühlschiff unter dem Namen Fair Sky unter panamaischer Flagge zum Fruchttransport benutzt. 1952 wurde das Schiff nach Italien verkauft, wo es unter dem Namen Castel Nevoso bis 1969 fuhr. 1968 wurde es wiederum nach Panama verkauft und fuhr danach unter dem Namen Argentine Reefer.
Im Juni 1969 wurde das Schiff schließlich an die Abwrackwerft Shipbreaking Industries Ltd. in Faslane-on-Clyde verkauft und dort verschrottet.